# Tim Rönning
Tim Rönning, né le 15 février 1999 à Kilafors en Suède, est un footballeur suédois qui joue au poste de gardien de but à l'Halmstads BK.

## Biographie

### IF Elfsborg
Tim Rönning naît et grandit à Kilafors en Suède, et c'est avec le club de sa ville natale, le Kilafors IF, qu'il découvre le football.
Il rejoint l'IF Elfsborg lors de l'été 2015, où il poursuit sa formation. Il signe son premier contrat professionnel d'une durée de trois ans et demi en juillet 2018, et se voit promu en équipe première cet été là. Il est dans un premier temps la doublure de Kevin Stuhr Ellegaard, portier et capitaine emblématique du club. Rönning joue son premier match en équipe première le 22 août 2019, contre l'IK Gauthiod, lors d'une rencontre de Coupes de Suède. Il est titularisé ce jour-là, et son équipe s'impose par trois buts à un après prolongations. Il joue son premier match en première division le 16 septembre suivant, contre l'AFC Eskilstuna (2-2).
À la suite du départ de Kevin Stuhr Ellegaard en 2019, Tim Rönning devient titulaire dans le but de l'IF Elfsborg. Il ne manque pas un seul match de championnat lors de la saison 2020 où le club termine à la deuxième place d'Allsvenskan.
Le 13 mars 2020, Rönning prolonge son contrat avec l'IF Elfsborg, étant désormais lié au club jusqu'en décembre 2024.
Le 12 mars 2022, Rönning prolonge à nouveau son contrat avec l'IF Elfsborg, étant cette fois lié au club jusqu'en décembre 2026.

### Halmstads BK
Le 4 janvier 2024, Tim Rönning rejoint le Halmstads BK pour un contrat de quatre ans, soit jusqu'en décembre 2027.

### En sélection
Tim Rönning commence sa carrière internationale avec l'équipe de Suède des moins de 16 ans. Il joue un seul match avec cette équipe, le 28 avril 2015 contre l'Estonie (victoire 0-2 de la Suède).
De 2016 à 2018 Tim Rönning porte à sept reprises la maillot de la sélection suédoise des moins de 19 ans.